# Orzechowicze
Orzechowicze – wieś w Polsce położona w województwie podlaskim, w powiecie bielskim, w gminie Bielsk Podlaski.

## Historia
Wieś królewska w starostwie bielskim w ziemi bielskiej województwa podlaskiego w 1795 roku. 
Według Pierwszego Powszechnego Spisu Ludności w 1921 roku wieś liczyła 31 domów i zamieszkiwało ją 169 osób (83 kobiety i 86 mężczyzn). Większość mieszkańców miejscowości (w liczbie 142 osób) zadeklarowała wówczas wyznanie prawosławne, pozostali podali wyznanie rzymskokatolickie (27 osób). Jednocześnie, większość mieszkańców wsi stanowiły osoby narodowości białoruskiej (89 osób); reszta zgłosiła narodowość polską (80 osób). W okresie międzywojennym miejscowość nazywała się Orechwicze i znajdowała się w gminie Wyszki.
W latach 1975–1998 miejscowość administracyjnie należała do województwa białostockiego.

## Obiekty
We wsi znajduje się cmentarz wojenny z 1915.
We wsi jest przystanek kolejowy Orzechowicze.

## Inne
W strukturach administracyjnych Kościoła prawosławnego wieś podlega parafii pw. Narodzenia Najświętszej Marii Panny w Bielsku Podlaskim, a wierni kościoła rzymskokatolickiego do parafii Matki Bożej z Góry Karmel w Bielsku Podlaskim.